# باسكوال غاريدو
باسكوال غاريدو (بالإسبانية: Pascual Garrido)‏ (28 سبتمبر 1974 ببوينس آيرس في الأرجنتين - ) هو لاعب كرة قدم أرجنتيني في مركز الدفاع. لعب مع بوكا جونيورز ونادي باستيا ونادي تريستينا ونادي دندي ونادي لاردة ورينجرز دي تالكا.

## وصلات خارجية
- باسكوال غاريدو على موقع قاعدة بيانات كرة القدم.إي يو (الإنجليزية)
- باسكوال غاريدو على موقع عالم كرة القدم.نت (الإنجليزية)